# Campionati europei di sollevamento pesi 1921
I Campionati europei di sollevamento pesi 1921, 20ª edizione della manifestazione, si svolsero a Offenbach am Main, dall'11 al 13 giugno 1921.

## Formula
La formula prevedeva quattro serie di sollevamenti:
- sollevamento a strappo a una mano;
- sollevamento a slancio a una mano;
- sollevamento a distensione a due mani;
- sollevamento a slancio a due mani.

## Titoli in palio
| Categoria            | Eventi        |
| -------------------- | ------------- |
| Pesi piuma           | 60 kg         |
| Pesi leggeri         | 67,5 kg       |
| Pesi medi            | 75 kg         |
| Pesi massimi leggeri | 82,5 kg       |
| Pesi massimi         | Oltre 82,5 kg |

## Risultati
| Evento         | Oro               | Oro   | Argento         | Argento | Bronzo            | Bronzo |
| -------------- | ----------------- | ----- | --------------- | ------- | ----------------- | ------ |
| 60 kg.         | Hans Wölpert      | 315,0 | Eugen Widmann   | 310,0   | Heinrich Graf     | 302,5  |
| 67,5 kg.       | Josef Zimmermann  | 335,0 | Jean Schobries  | 327,5   | Wilhelm Stephan   | 325,0  |
| 75 kg.         | Anton Köhle       | 345,0 | Otto Österlin   | 342,5   | Hermann Faulhaber | 320,0  |
| 82,5 kg.       | Fritz Hünenberger | 390,0 | Josef Münch     | 350,0   | Ernst Sick        | 342,5  |
| Oltre 82,5 kg. | Josef Straßberger | 425,0 | Fritz Wenninger | 377,5   | Adam König        | 377,5  |

## Medagliere
| Posiz. | Nazione  | Oro | Argento | Bronzo | Totale |
| ------ | -------- | --- | ------- | ------ | ------ |
| 1      | Germania | 4   | 4       | 4      | 12     |
| 2      | Svizzera | 1   | 0       | 1      | 2      |
| 3      | Austria  | 0   | 1       | 0      | 1      |
| Totale | Totale   | 5   | 5       | 5      | 15     |